# Wohnbach
Wohnbach ist mit rund 1100 Einwohnern der kleinste Ortsteil der Gemeinde Wölfersheim im hessischen Wetteraukreis.

## Geographie
Wohnbach liegt gut 2 km nördlich von Wölfersheim, dem größten Ortsteil der gleichnamigen Gemeinde. Südlich der Ortslage erhebt sich der 198 Meter hohe Windmühlskopf. Der Waschbach nördlich des Dorfes entwässert die leicht nach Osten abfallende Gemarkung über Berstadt hin zur rund fünf Kilometer (Luftlinie) entfernt vorbeifließenden Horloff. Die Gemarkungsfläche beträgt 891 Hektar, davon sind 230 Hektar bewaldet (Stand: 1961).

## Geschichte

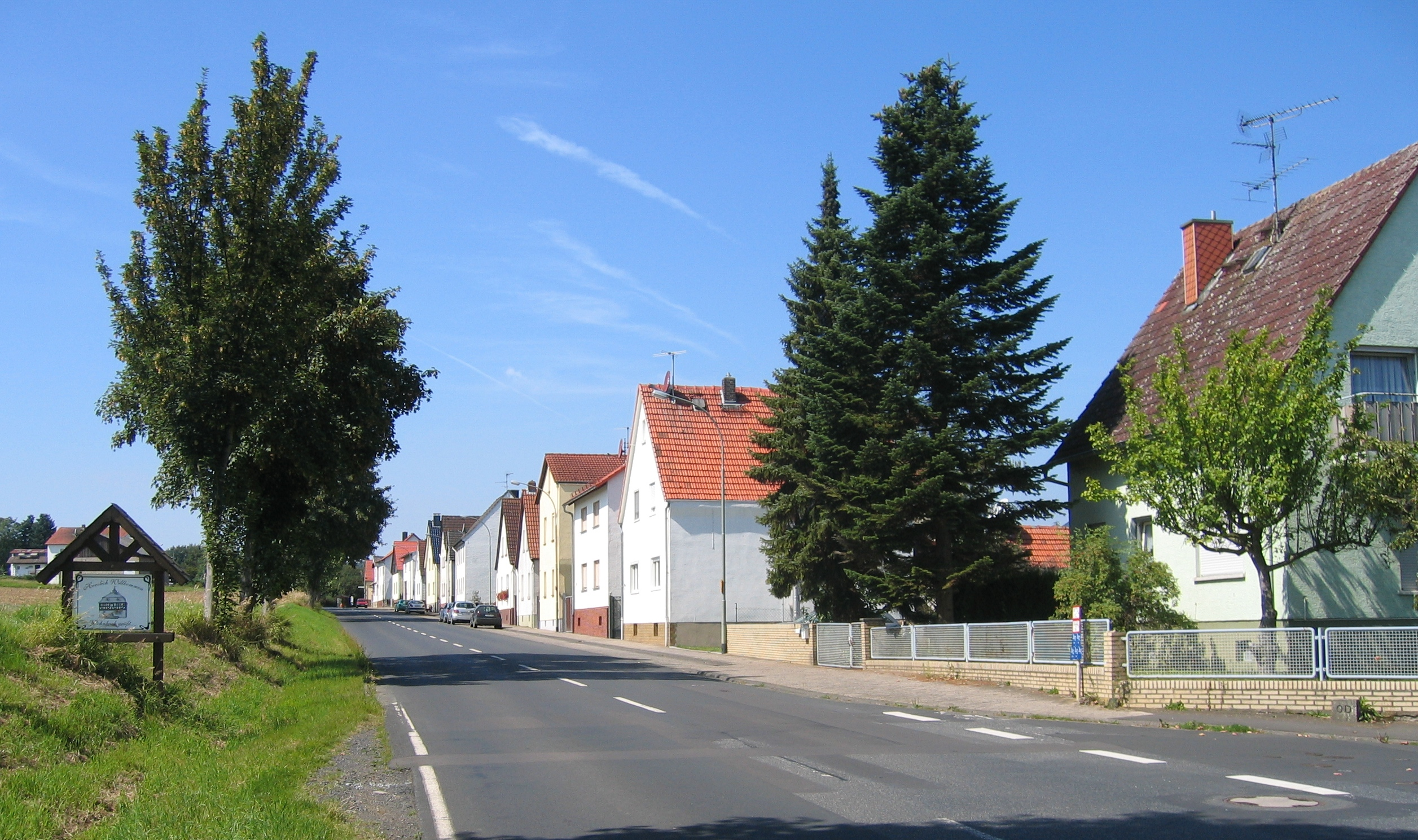
Berstädter Straße

### Mittelalter
Wohnbach wurde erstmals am 12. Juni 771 im Lorscher Codex in einer Schenkung des Morico an das Kloster Lorsch als Wanabach (wanabach – leerer Bach) erwähnt. Das mittelhochdeutsche Grundwort „wan“ bedeutet leer. Der Name bildete sich analog des Ortsnamens von Wohnfeld.
Insgesamt sind neun Schenkungen in Wohnbach an das Kloster Lorsch zwischen 771 und 795/796 überliefert. Die Schenker entstammen alle den fränkischen Adelsfamilien der Etichonen und der Geroldonen. Im Raum Wohnbach, Obbornhofen und Bellersheim bestand ein Gebiet großer Lorscher Besitzungen mit einem zentralen Fronhof in Obbornhofen.
Das Historische Ortslexikon für Hessen gibt für 1017 die Namensform Wanebach an. Zu diesem Zeitpunkt schenkte der Kaiser Heinrich II. dem Kloster Michelsberg umfangreiches Reichsgut in der Wetterau, darunter auch in Wohnbach und Södel.

### Neuzeit
Bei vielen Besitzwechseln im 17. Jahrhundert und 18. Jahrhundert wird der Ort von den jeweiligen Ortsherren geplündert. Immer wieder verpfändet die Herrschaft Solms-Lich Wohnbach wiederkäuflich. Schließlich gelingt es Solms-Laubach, das Dorf in seinen Besitz zu bringen und zum Unteramt Utphe zuzuschlagen.
1735/1736 rebellieren die Wohnbacher gegen eine massive Erhöhung der Monatsgelder durch Solms-Laubach. Mehrfach werden gräfliche Soldaten und Miliz mit Gewalt aus dem Ort vertrieben.
Im Zuge der Gebietsreform in Hessen genehmigte die Landesregierung mit Wirkung vom 31. Dezember 1970 den Zusammenschluss der Gemeinden Wohnbach, Melbach, Södel und Wölfersheim im Landkreis Friedberg zu einer Gemeinde mit dem Namen Wölfersheim.

### Verwaltungsgeschichte im Überblick
Die folgende Liste zeigt die Staaten und Verwaltungseinheiten, denen Wohnbach angehört(e):
- vor 1806: Heiliges Römisches Reich, Grafschaft Solms-Laubach (Anteil an der Herrschaft Münzenberg), Amt Utphe
- ab 1806: Großherzogtum Hessen,[Anm. 2] Fürstentum Ober-Hessen, Amt Utphe (der Grafschaft Solms-Laubach)[11]
- ab 1815: Großherzogtum Hessen, Provinz Oberhessen, Amt Utphe[12] (der Grafschaft Solms-Laubach)
- ab 1820: Großherzogtum Hessen, Provinz Oberhessen, Amt Utphe (Patrimonialgericht: Standesherrliches Amt Utphe des Grafen Solms-Laubach)
- ab 1822: Großherzogtum Hessen, Provinz Oberhessen, Landratsbezirk Hungen[13][Anm. 3]
- ab 1837: Großherzogtum Hessen, Provinz Oberhessen, Kreis Grünberg
- ab 1848: Großherzogtum Hessen, Regierungsbezirk Friedberg
- ab 1852: Großherzogtum Hessen, Provinz Oberhessen, Kreis Friedberg
- ab 1867: Norddeutscher Bund,[Anm. 4] Großherzogtum Hessen, Provinz Oberhessen, Landkreis Friedberg
- ab 1871: Deutsches Reich, Großherzogtum Hessen, Provinz Oberhessen, Landkreis Friedberg
- ab 1918: Deutsches Reich (Weimarer Republik), Volksstaat Hessen, Provinz Oberhessen, Landkreis Friedberg
- ab 1938: Deutsches Reich, Volksstaat Hessen, Landkreis Friedberg[14][Anm. 5]
- ab 1945: Amerikanische Besatzungszone,[Anm. 6] Groß-Hessen, Regierungsbezirk Darmstadt, Landkreis Friedberg
- ab 1946: Amerikanische Besatzungszone, Hessen, Regierungsbezirk Darmstadt, Landkreis Friedberg
- ab 1971: Amerikanische Besatzungszone, Hessen, Regierungsbezirk Darmstadt, Landkreis Friedberg, Gemeinde Wölfersheim
- ab 1949: Bundesrepublik Deutschland, Hessen, Regierungsbezirk Darmstadt, Landkreis Friedberg, Gemeinde Wölfersheim
- ab 1972: Bundesrepublik Deutschland, Hessen, Regierungsbezirk Darmstadt, Wetteraukreis, Gemeinde Wölfersheim

### Gerichte seit 1803
In der Landgrafschaft Hessen-Darmstadt wurde mit Ausführungsverordnung vom 9. Dezember 1803 das Gerichtswesen neu organisiert. Für die Provinz Oberhessen wurde das Hofgericht Gießen als Gericht der zweiten Instanz eingerichtet. Die Rechtsprechung der ersten Instanz wurde durch die Ämter bzw. Standesherren vorgenommen und somit war für Wohnbach ab 1806 das „Patrimonialgericht der Grafen Solms-Laubach“ in Wohnbach zuständig.
Das Hofgericht war für normale bürgerliche Streitsachen Gericht der zweiten Instanz, für standesherrliche Familienrechtssachen und Kriminalfälle die erste Instanz. Die zweite Instanz für die Patrimonialgerichte waren die standesherrlichen Justizkanzleien. Übergeordnet war das Oberappellationsgericht Darmstadt. Nach der Gründung des Großherzogtums Hessen 1806 wurden die Aufgaben der ersten Instanz 1821–1822 im Rahmen der Trennung von Rechtsprechung und Verwaltung auf die neu geschaffenen Land- bzw. Stadtgerichte übertragen. Ab 1822 ließen die Grafen zu Solms-Laubach ihre Rechte am Gericht durch das Großherzogtum Hessen in ihrem Namen ausüben. „Landgericht Laubach“ war daher die Bezeichnung für das erstinstanzliche Gericht das für Wohnbach zuständig war. Auch auf sein Recht auf die zweite Instanz, die durch die Justizkanzlei in Hungen ausgeübt wurde verzichtete der Graf Otto II. 1823. Erst infolge der Märzrevolution 1848 wurden mit dem „Gesetz über die Verhältnisse der Standesherren und adeligen Gerichtsherren“ vom 15. April 1848 die standesherrlichen Sonderrechte endgültig aufgehoben. Mit dem 1. November 1848 wurden Wohnbach an den Landgerichtsbezirk Hungen abgegeben.
Anlässlich der Einführung des Gerichtsverfassungsgesetzes mit Wirkung vom 1. Oktober 1879, infolge derer die bisherigen großherzoglich hessischen Landgerichte durch Amtsgerichte an gleicher Stelle ersetzt wurden, während die neu geschaffenen Landgerichte nun als Obergerichte fungierten, kam es zur Umbenennung in „Amtsgericht Hungen“ und Zuteilung zum Bezirk des Landgerichts Gießen.
Am 1. Juni 1934 wurde das Amtsgericht Hungen aufgelöst und Wohnbach dem Amtsgericht Friedberg zugeteilt.

### Einwohnerentwicklung
Belegte Einwohnerzahlen bis 1970 sind:
| Wohnbach: Einwohnerzahlen von 1834 bis 2022 | Wohnbach: Einwohnerzahlen von 1834 bis 2022 | Wohnbach: Einwohnerzahlen von 1834 bis 2022 | Wohnbach: Einwohnerzahlen von 1834 bis 2022 | Wohnbach: Einwohnerzahlen von 1834 bis 2022 |
| --- | ------------------------------------------- | ------------------------------------------- | ------------------------------------------- | ------------------------------------------- |
| Jahr |                                             |                                             |                                             | Einwohner                                   |
| 1834 | 1834                                        |                                             | 516                                         | 516                                         |
| 1840 | 1840                                        |                                             | 592                                         | 592                                         |
| 1846 | 1846                                        |                                             | 617                                         | 617                                         |
| 1852 | 1852                                        |                                             | 652                                         | 652                                         |
| 1858 | 1858                                        |                                             | 644                                         | 644                                         |
| 1864 | 1864                                        |                                             | 619                                         | 619                                         |
| 1871 | 1871                                        |                                             | 627                                         | 627                                         |
| 1875 | 1875                                        |                                             | 613                                         | 613                                         |
| 1885 | 1885                                        |                                             | 625                                         | 625                                         |
| 1895 | 1895                                        |                                             | 614                                         | 614                                         |
| 1905 | 1905                                        |                                             | 638                                         | 638                                         |
| 1910 | 1910                                        |                                             | 631                                         | 631                                         |
| 1925 | 1925                                        |                                             | 684                                         | 684                                         |
| 1939 | 1939                                        |                                             | 712                                         | 712                                         |
| 1946 | 1946                                        |                                             | 1.039                                       | 1.039                                       |
| 1950 | 1950                                        |                                             | 1.033                                       | 1.033                                       |
| 1956 | 1956                                        |                                             | 955                                         | 955                                         |
| 1961 | 1961                                        |                                             | 957                                         | 957                                         |
| 1967 | 1967                                        |                                             | 948                                         | 948                                         |
| 1970 | 1970                                        |                                             | 960                                         | 960                                         |
| 1980 | 1980                                        |                                             | 892                                         | 892                                         |
| 1990 | 1990                                        |                                             | 886                                         | 886                                         |
| 1995 | 1995                                        |                                             | 1.048                                       | 1.048                                       |
| 2000 | 2000                                        |                                             | 1.095                                       | 1.095                                       |
| 2005 | 2005                                        |                                             | 1.048                                       | 1.048                                       |
| 2010 | 2010                                        |                                             | 1.061                                       | 1.061                                       |
| 2020 | 2020                                        |                                             | 2.023                                       | 2.023                                       |
| 2022 | 2022                                        |                                             | 2.023                                       | 2.023                                       |
| Datenquelle: Historisches Gemeindeverzeichnis für Hessen: Die Bevölkerung der Gemeinden 1834 bis 1967. Wiesbaden: Hessisches Statistisches Landesamt, 1968. Weitere Quellen: LAGIS; Zensus 2011; Gemeinde Wöllersheim; 2022 |                                             |                                             |                                             |                                             |

## Religion
Seit 1621 waren Juden in Wohnbach nachweisbar. Sie bildeten die Jüdische Gemeinde Obbornhofen, Bellersheim und Wohnbach.
Einen ersten ev. Pfarrer in Wohnbach findet man bereits in der Zeit vor dem Interim. Heinrich Schmidt (Fabri) predigte seit 1543.
Etwa zur gleichen Zeit, ca. 1535 bis 1555 gab es in der Gemeinde und anderen Orten der Wetterau Wiedertäufer.

## Wappen
Das Wappen wurde am 9. April 1964 durch das Hessische Ministerium des Innern genehmigt.
Blasonierung: „Im geteilten Schild oben in Gold ein wachsender, rotbezungter und -bewehrter blauer Löwe, unten in Rot eine silberne Kirche.“
Das Wappen geht auf ein Gerichtssiegel aus dem 18. Jahrhundert zurück. Der obere Teil des Wappens zeigt mit dem halben Löwen ein Detail aus dem Wappen der Grafen von Solms. Die untere Hälfte zeigt die Kirche als Hinweis auf die mittelalterliche Kirche von Wohnbach, die auch ein Sankt Gotthardspatrozinium hatte; das Attribut dieses Heiligen ist ein Kirchenmodell. Dieses Patrozinium ist aber nur eine spätere Annahme. Ursprüngliche Kirchenpatronin war Maria.

## Sehenswürdigkeiten
Das Wahrzeichen des Ortes ist das Alte Rathaus. Die Evangelische Kirche (Wohnbach) wurde 1621 neu gebaut. Sehenswert sind die historischen Felsenkeller, die Reste eines römischen Signalturms im Wohnbacher Wald, die Ruine einer römischen Villa rustica im Wohnbacher Hinterwald und ein „Schanzwerk“ mit Graben im Bergheimer Wald.

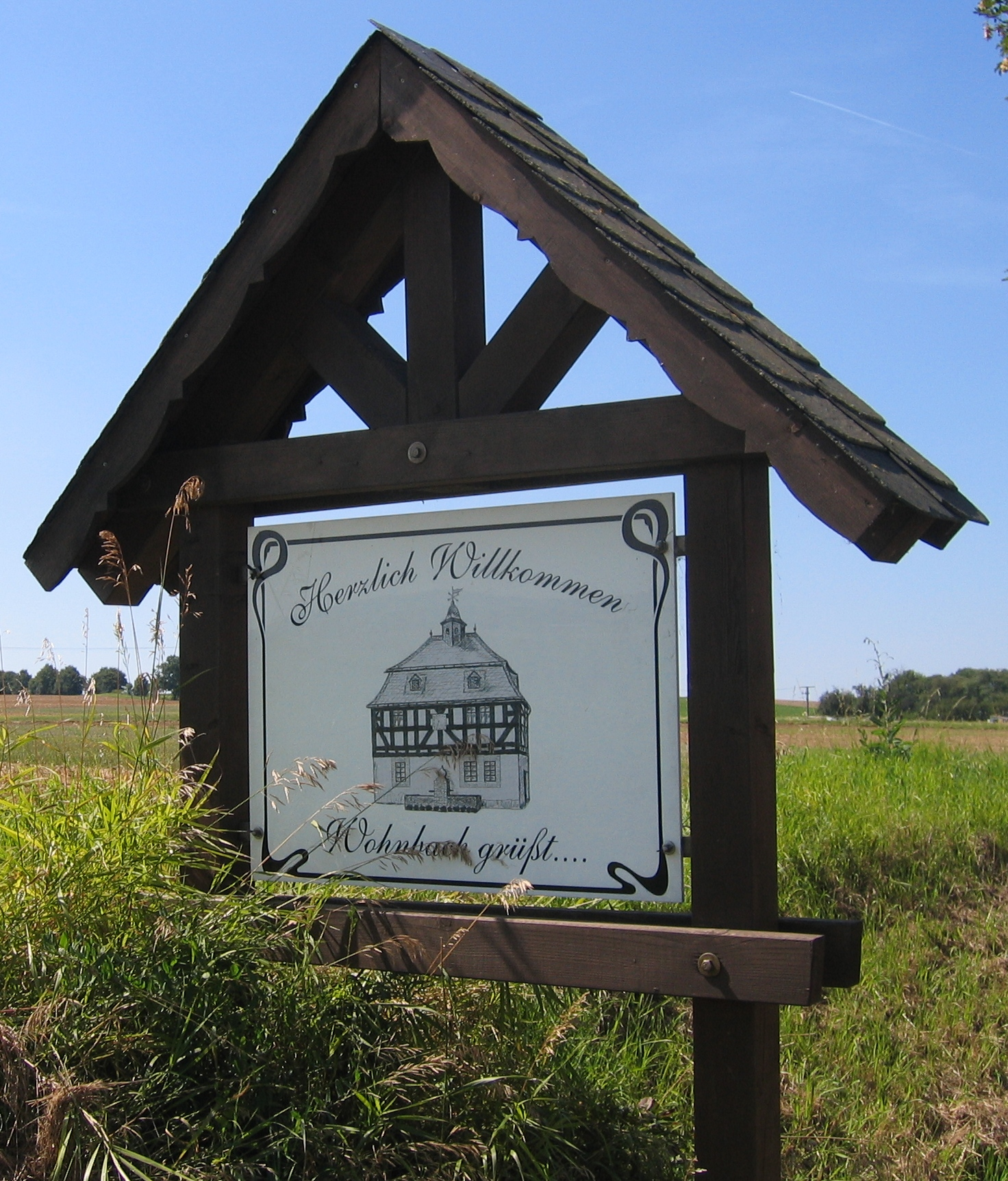
Ortsschild
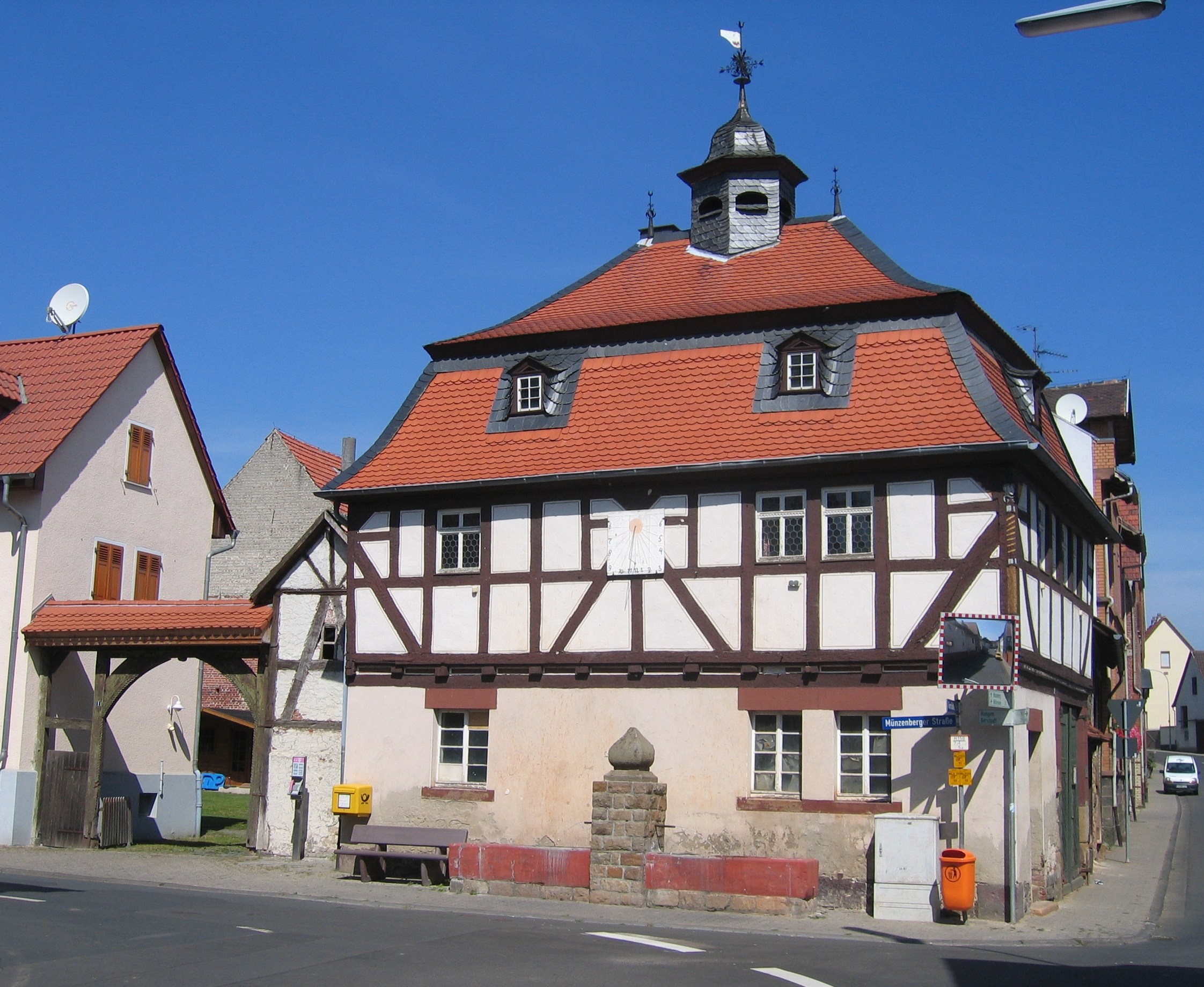
Altes Rathaus
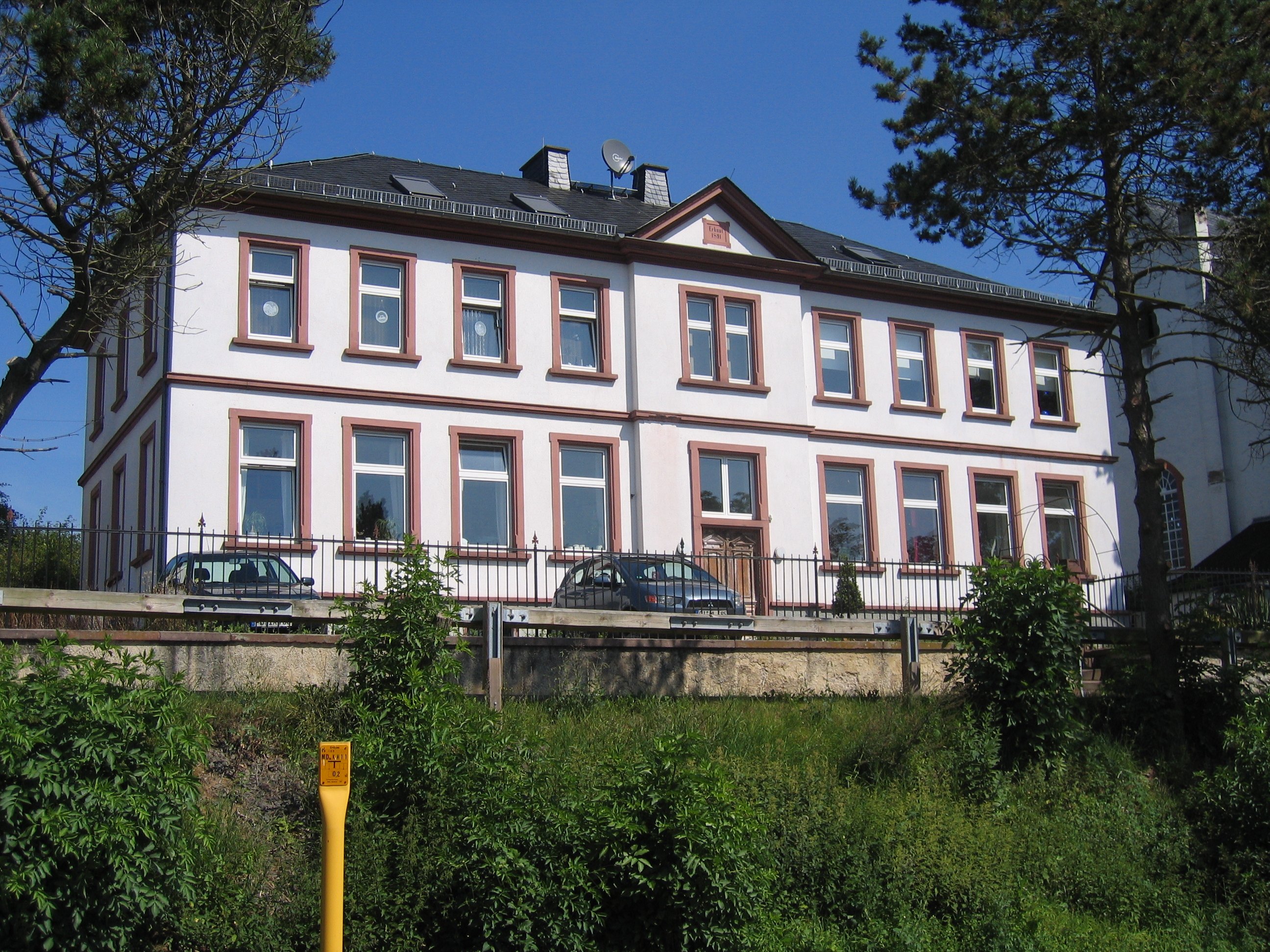
Ehemalige Schule
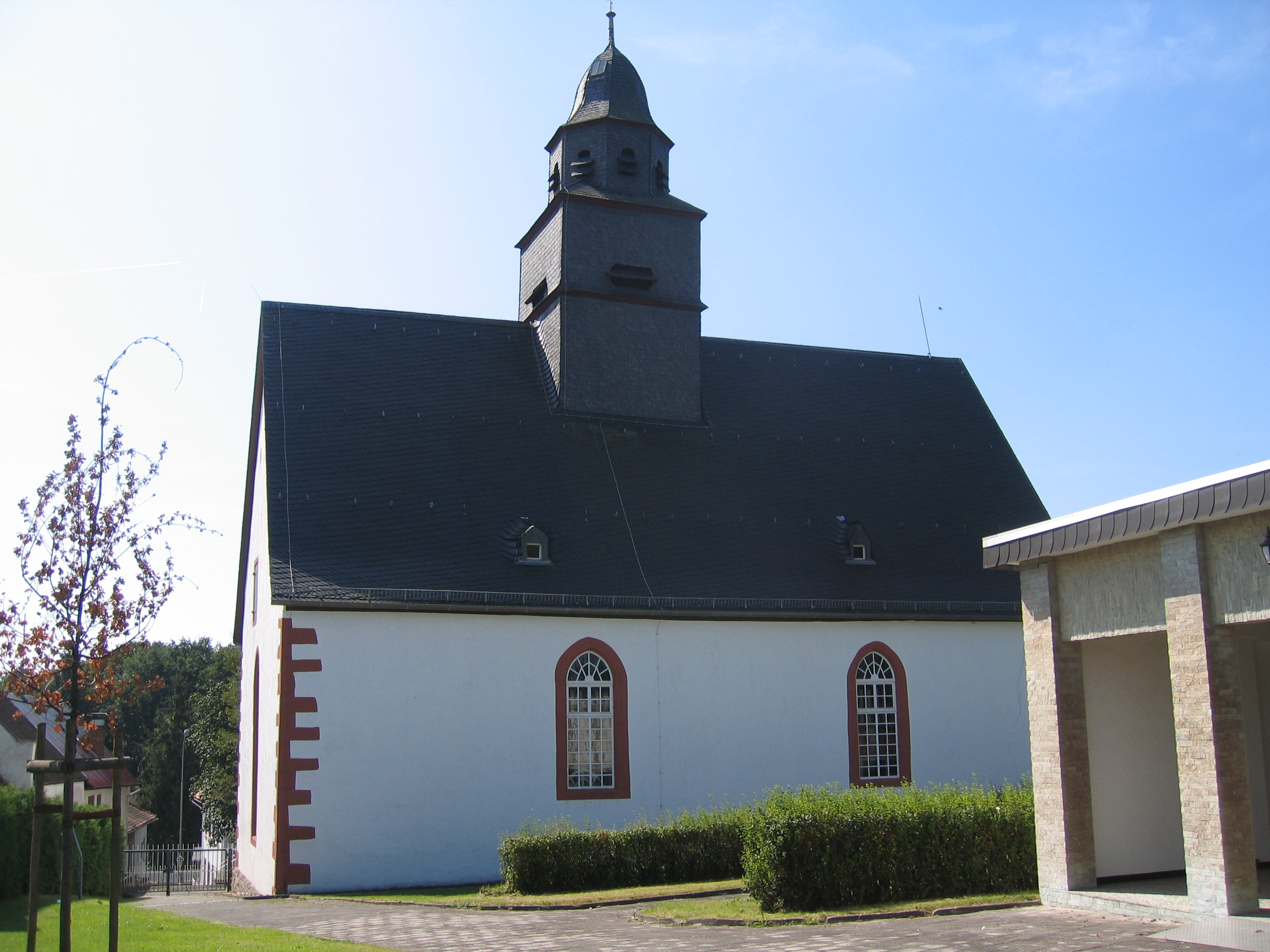
Evangelische Kirche
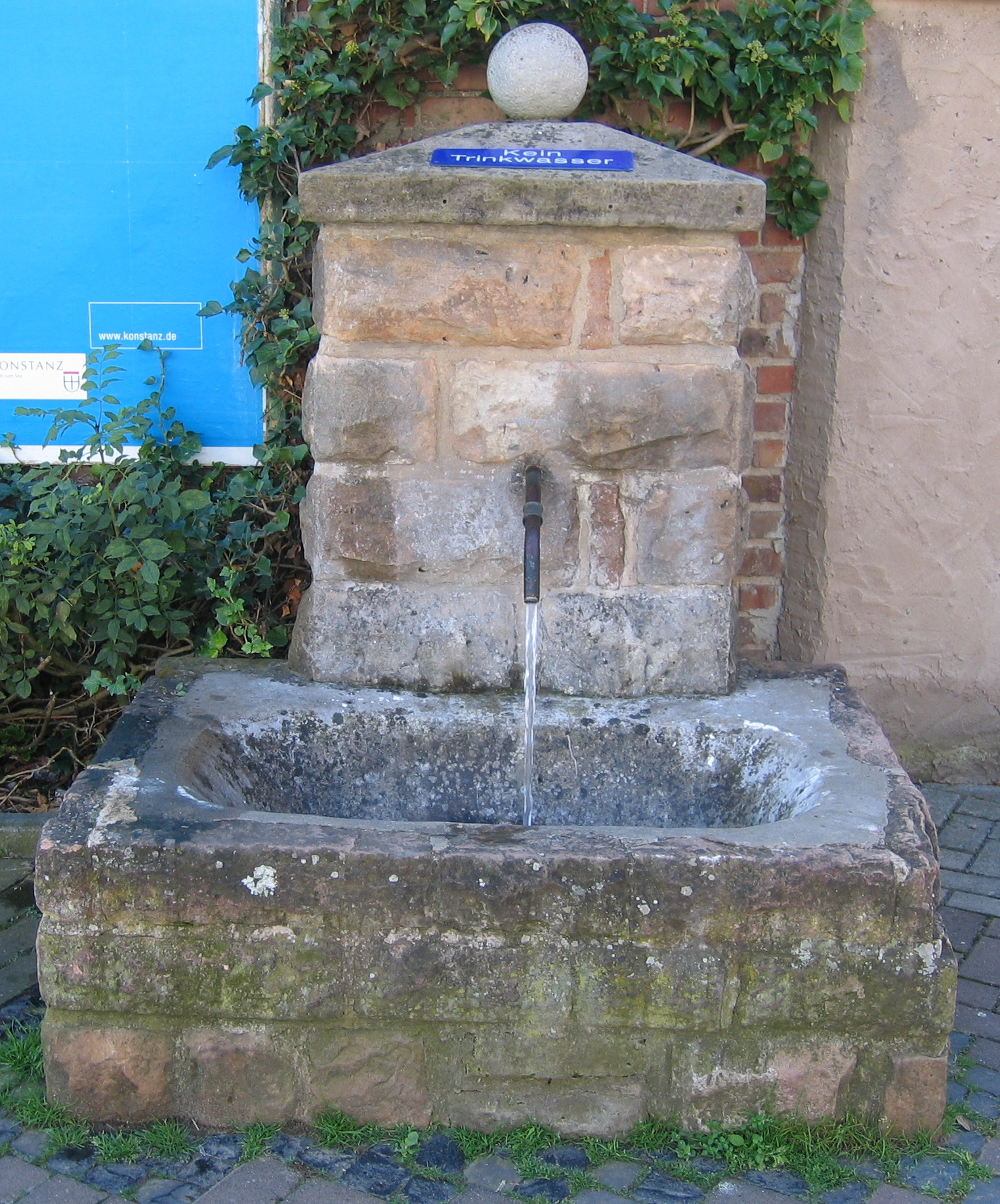
Ehemaliger Brunnen
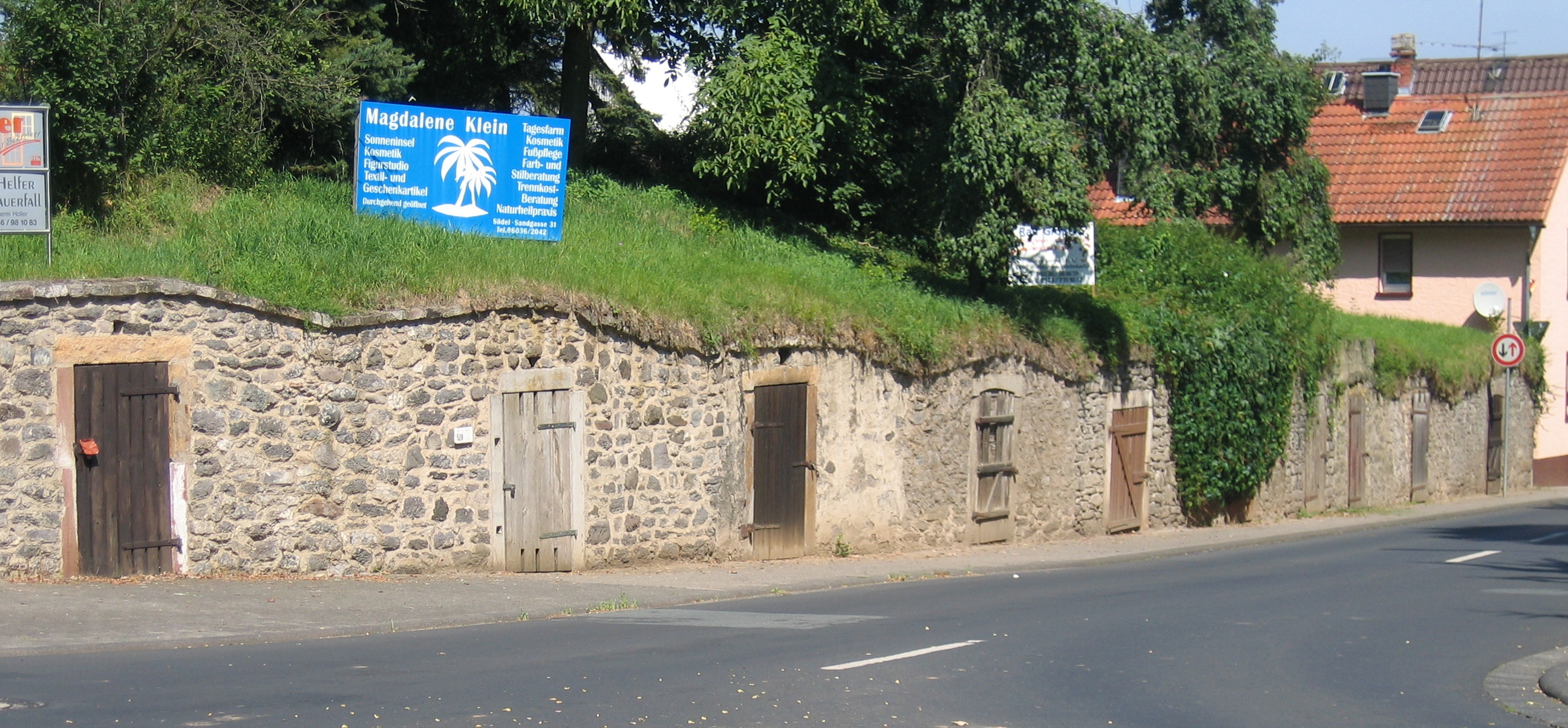
Erdkeller
Alte Postkarte

## Verkehr und Infrastruktur
In Wohnbach kreuzen sich die Landesstraßen L 3354, die zur Kerngemeinde führt und die L 3136, die den Ort nach Osten mit der Anschlussstelle Wölfersheim der Bundesautobahn 45 verbindet.
Der Haltepunkt Berstadt-Wohnbach lag an der Bahnstrecke Friedberg–Mücke. Der Güterverkehr endete am 31. Dezember 1997; der Personenverkehr endete am 4. April 2003. Seitdem wird die Strecke in diesem Bereich nicht mehr befahren. Im Zuge der Reaktivierung des Streckenabschnitts Södel–Hungen und Wiederaufnahme des Personenverkehrs ist für 2025 der Ausbau des Haltepunkts zu einem Kreuzungsbahnhof vorgesehen.
Wohnbach hat eine eigene Freiwillige Feuerwehr.
Es gibt in Wohnbach einen Fun- und Bolzplatz oberhalb der Turnhalle, einen Kindergarten „Pusteblume“ und den Fußballverein 1. FC 1963 Wohnbach.

## Persönlichkeiten
- Johannes Moser
- Clemens Riedel
- Wilhelm Wagner (1848–1900), Mediziner